# Order Świętego Stefana
Order Świętego Stefana, dawniej również: Order Świętego Szczepana, nazwa pełna: Order Świętego Apostolskiego Króla Węgier Stefana (łac. Ordo Sancti Stephani Regis Hungariae Apostolici, niem. Königlich Ungarischer Hoher Ritterorden vom heiligen Stephan, dem apostolischen König, węg. Magyar királyi Szent Istvan lovagrend) lub Królewski Węgierski Order Świętego Stefana (niem. Königlich Ungarischer Sankt Stephans-Orden, węg. Magyar királyi Szent István rend) – order nadawany przez Habsburgów jako królów Węgier w latach 1764–1918, przez regenta Miklósa Horthyego w latach 1938–1944, a w 2011 został wznowiony pod nazwą Order Węgierski Świętego Stefana (węg. Magyar Szent István Rend) jako najwyższe wedle starszeństwa odznaczenie państwowe Węgier, nadawane przez węgierskiego prezydenta.

## Historia
Order został ustanowiony 5 maja 1764 przez cesarzową Marię Teresę w dzień koronacji jej najstarszego syna Józefa na króla Rzymian (Niemiec), jako cywilny odpowiednik wojennego Orderu Marii Teresy, oddany pod szczególną opiekę króla Stefana I Świętego, patrona Węgier.
Pierwsze statuty trójklasowego orderu ograniczyły liczbę kawalerów do 20 posiadaczy Krzyża Wielkiego (Großkreuze, otrzymywali tytuł „rzeczywistych tajnych radców J.K.Apostolskiej Mości” i mieli prawo zwracać się do monarchy per „mój kuzynie”), 30 Komandorów (Commandeure, z tytułem „zwyczajnych tajnych radców”) i 50 Krzyży Małych (Kleinkreuze), razem zatem 100 osób (nie licząc członków dynastii i cudzoziemców), co utrzymało się aż do upadku monarchii habsburskiej w 1918 roku.
Wymogi wywodu szlachectwa były w pierwszych latach bardzo surowe: wymagano od kandydata czterech szlacheckich generacji po mieczu i po kądzieli, osiadłych na terenie Królestwa Węgier. Kawalerowie musieli być katolikami, ale nie przestrzegano tego wymogu przy nadaniach orderu cudzoziemcom. Do roku 1884 otrzymanie orderu przez nieutytułowanego szlachcica dawało mu prawo do godności barona, zaś baron zostawał hrabią.
18 marca 1918 węgierski król i zarazem ostatni habsburski wielki mistrz orderu i jego suweren Karol IV Habsburg, uznał nadawanie orderu za zakończone.
20 sierpnia 1938 order został odnowiony przez regenta Królestwa Węgier admirała Miklósa Horthyego (Węgry były już wówczas jedyną legalną kontynuacją monarchii Habsburgów po wcieleniu Austrii do III Rzeszy), ale nadania były ekstremalnie rzadkie i jego insygnia posiadło jedynie siedem osób.
W 2011 roku został przywrócony jako najwyższy order węgierski, który corocznie można nadać jedynie trzem Węgrom, oprócz prezydenta państwa będącego posiadaczem orderu z urzędu (ex officio). Otrzymać go można w uznaniu najwyższych zasług lub najwspanialszych dzieł przynoszących Węgrom chlubę międzynarodową.

## Insygnia

### Lata 1764–1945
Insygnia orderu to oznaka, gwiazda dla I klasy i łańcuch. Oznaka to emaliowany na zielono krzyż typu kawalerskiego. Otoczony złotym obramowaniem medalion środkowy awersu zawiera historyczny herb Węgier z trzema wzgórzami i krzyżem patriarchalnym, z inicjałami założycielki „MT” po bokach, otoczony napisem „PUBLICUM MERITORUM PRAEMIUM” („NAGRODA ZASŁUG PUBLICZNYCH”). W medalionie rewersu znajduje się napis STO.ST.RI.AP. („SANCTO STEPHANO REGI APOSTOLUM”).
Zawieszką oznaki była korona królewska stylizowana w kształcie trapezu, w późniejszych latach upodobniono ją do znanej węgierskiej korony św. Stefana.
Gwiazda orderowa była srebrna, ośmiopromienna, często pokryta brylantami, z medalionem awersu oznaki w środku. Niesłychanie kosztowny łańcuch składał się z 25 złotych koron św. Stefana, 13 inicjałów „SS” („SANCTUS STEPHANUS”) i 13 inicjałów „MT” („MARIA TERESA”). Wszystkie insygnia Wielkiego Krzyża podlegały zwrotowi do kancelarii orderu po śmierci posiadacza. Nie pojawiają się prawie nigdy na rynku numizmatycznym.
Order był noszony na zielonej wstędze z pojedynczym czerwonym paskiem w środku, I klasa na wielkiej wstędze z prawego ramienia na lewy bok, II na szyi, III na lewej piersi na wstążeczce wiązanej w trójkąt według zwyczaju austriackiego.
| Sposób noszenia Orderu Świętego Stefana                                    | Sposób noszenia Orderu Świętego Stefana | Sposób noszenia Orderu Świętego Stefana |
| -------------------------------------------------------------------------- | --------------------------------------- | --------------------------------------- |
|                                                                            |                                         |                                         |
| 1 – Krzyż Mały (kawalerski), 2 – Komandor (krzyż średni), 3 – Krzyż Wielki |                                         |                                         |
| Baretki orderu                                                             |                                         |                                         |
| Krzyż Mały                                                                 | Komandor                                | Krzyż Wielki                            |

### Od roku 2011

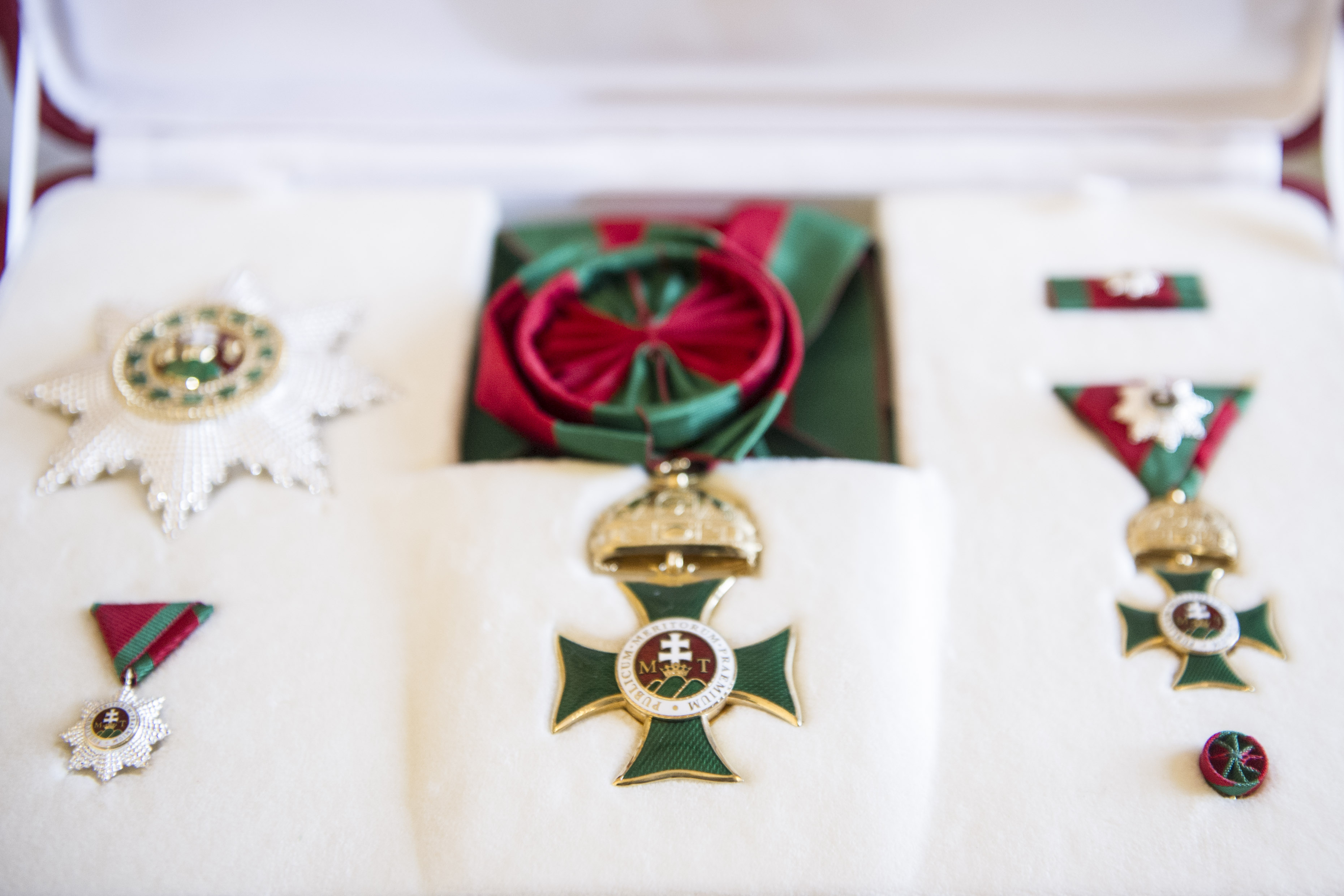
Współczesne insygnia męskie

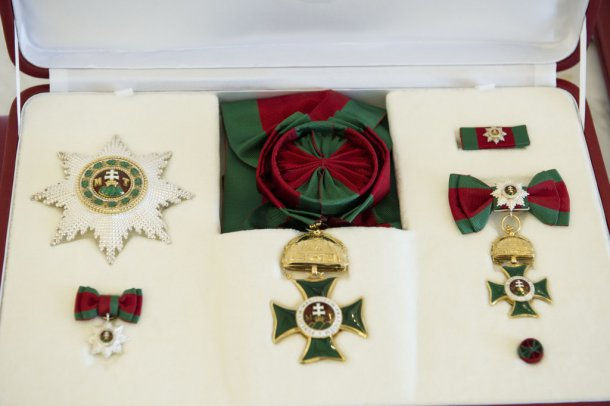
Współczesne insygnia kobiece

W wersji ustanowionej w 2011 order nie jest podzielony na klasy i nadawane są wyłącznie insygnia w postaci wielkiej wstęgi z gwiazdą i miniatury: wersja mała (do noszenia na piersi, dla mężczyzn ze wstążką wiązaną w trójkąt, a dla kobiet na kokardzie, obie wersje z miniaturową gwiazdą orderu), miniaturka orderowa (na wstążeczce dla mężczyzn i kokardce dla kobiet), baretka z miniaturową gwiazdą, a także samodzielna rozetka.

## Odznaczeni

### Lata 1764–1918
Spośród Polaków Wielki Krzyż posiadali Aleksander Colonna-Walewski (nadanie z 1856, nr 907), Agenor Romuald Gołuchowski (nadanie z 1860, nr 952), Alfred Józef Potocki (nadanie z 1883, nr 1238), Julian Dunajewski (nadanie z 1891, nr 1323) i Agenor Maria Gołuchowski (nadanie z 1897, nr 1434).

### Lata 1938–1945
W tym okresie nadany został tylko trzem Węgrom: ministrowi Pál Telekiemu (1940), Istvánowi Uray (1943) i kardynałowi Jusztiniánowi Serédiemu (1944), a także trzem cudzoziemcom: Hermannowi Göringowi, Joachimowi von Ribbentrop i Galeazzo Ciano.

### Od roku 2011
Do chwili obecnej otrzymali go między innymi:
- János Áder ex officio (2012) Wielki Mistrz
- Krisztina Egerszegi (2013)
- Alexandre Lamfalussy (2013)
- Imre Kertész (2014)
- Ernő Rubik (2014)
- Péter Eötvös (2015)
- Judit Polgár (2015)
- Éva Marton (2016)[8]
- Ádám Makkai (2016)[8]
- Péter Erdő (2017)
- Tamás Vásáry (2017)[9]
- Paul Demény (2018)[10]
- Botond Roska (2019)[11]
- Endre Szemerédi (2020)[12]
- Katalin Novák ex officio (2022) Wielki Mistrz
- Katalin Karikó – naukowiec (2023) (Krzyż Wielki)
- Áron Szilágyi – sportowiec (2023) (Krzyż Wielki)
- Sándor Csányi – przedsiębiorca (2023) (Krzyż Wielki)